# Husetjärnet (Dals-Eds socken, Dalsland)
Husetjärnet är en sjö i Dals-Eds kommun i Dalsland och ingår i Örekilsälvens huvudavrinningsområde. Sjön har en area på 0,092 kvadratkilometer och ligger 147 meter över havet. Sjön avvattnas av vattendraget Stampbäcken.

## Delavrinningsområde
Husetjärnet ingår i det delavrinningsområde (653652-127175) som SMHI kallar för Mynnar i Hakån. Medelhöjden är 171 meter över havet och ytan är 1,75 kvadratkilometer. Räknas de 2 avrinningsområdena uppströms in blir den ackumulerade arean 7,47 kvadratkilometer. Stampbäcken som avvattnar avrinningsområdet har biflödesordning 3, vilket innebär att vattnet flödar genom totalt 3 vattendrag innan det når havet efter 70 kilometer. Avrinningsområdet består mestadels av skog (90 procent). Avrinningsområdet har 0,09 kvadratkilometer vattenytor vilket ger det en sjöprocent på 5,1 procent.